# Gródek Rządowy
Gródek Rządowy – wieś w Polsce położona w województwie mazowieckim, w powiecie pułtuskim, w gminie Obryte. Ma status sołectwa.
W latach 1954–1959 wieś należała i była siedzibą władz gromady Gródek Rządowy, po jej zniesieniu w gromadzie Obryte. W latach 1975–1998 miejscowość administracyjnie należała do województwa ostrołęckiego.

## Historia
W latach 1946–1951 na terenie Gródka Rządowego w ramach podziemia niepodległościowego działał oddział Jana Kmiołka "Wira".